# Hungarian Open 2019
L'Hungarian Open 2019 è stato un torneo di tennis giocato sulla terra rossa nella categoria ATP Tour 250 nell'ambito dell'ATP Tour 2019. È stata la terza edizione del torneo. Si è giocato al Nemzeti Edzés Központ di Budapest, in Ungheria, dal 22 al 28 aprile 2019.

## Partecipanti

### Teste di serie
| Nazionalita | Giocatore           | Ranking* | Testa di serie |
| ----------- | ------------------- | -------- | -------------- |
| Croazia     | Marin Čilić         | 11       | 1              |
| Croazia     | Borna Ćorić         | 13       | 2              |
| Italia      | Marco Cecchinato    | 16       | 3              |
| Georgia     | Nikoloz Basilašvili | 17       | 4              |
| Serbia      | Laslo Đere          | 32       | 5              |
| Australia   | John Millman        | 39       | 6              |
| Kazakistan  | Michail Kukuškin    | 42       | 7              |
| Moldavia    | Radu Albot          | 45       | 8              |

* Ranking al 15 aprile 2019.

### Altri partecipanti
I seguenti giocatori hanno ricevuto una wild card per il tabellone principale:
- Attila Balázs
- Marin Čilić
- Máté Valkusz

I seguenti giocatori sono entrati nel tabellone principale passando dalle qualificazioni:

- Lloyd Harris
- Miomir Kecmanović
- Filip Krajinović
- Yannick Maden

I seguenti giocatori sono entrati in tabellone come lucky loser:
- Matthias Bachinger
- Jahor Herasimaŭ
- Jannik Sinner
- Serhij Stachovs'kyj

### Ritiri
Prima del torneo
- Marco Cecchinato → sostituito da  Matthias Bachinger
- Damir Džumhur → sostituito da  Jahor Herasimaŭ
- Dušan Lajović → sostituito da  Jannik Sinner
- Adrian Mannarino → sostituito da  Serhij Stachovs'kyj

## Punti e montepremi
| Torneo    | Torneo              | V      | F      | SF     | QF     | 2T    | 1T    | Q  | Q2    | Q1    |
| Singolare | Punti               | 250    | 150    | 90     | 45     | 20    | 0     | 12 | 6     | 0     |
| Singolare | Premi in denaro (€) | 90.390 | 48.870 | 26.990 | 15.335 | 8.815 | 5.285 | –  | 2.555 | 1.280 |
| Doppio    | Punti               | 250    | 150    | 90     | 45     | –     | 0     | –  | –     | –     |
| Doppio    | Premi in denaro (€) | 29.650 | 15.200 | 8.240  | 4.710  | –     | 2.760 | –  | –     | –     |

## Campioni

### Singolare
Matteo Berrettini ha sconfitto in finale  Filip Krajinović con il punteggio di 4-6, 6-3, 6-1.
- È il secondo titolo in carriera per Berrettini, primo della stagione.

### Doppio
Ken Skupski /  Neal Skupski hanno sconfitto in finale  Marcus Daniell /  Wesley Koolhof con il punteggio di 6-3, 6-4.